# Фурса Валерій Михайлович
Валерій Михайлович Фурса (нар. 11 листопада 1959 в селі Мрин Носівського району) — український краєзнавець, автор кількох книжок з історії і сьогодення Носівського району Чернігівської області.

## До життєпису
1967—1977 — навчався в Носівській середній школі № 1
Закінчив Національний Педагогічний університет ім. М. П. Драгоманова.
З 1983 працює вчителем географії, природознавства та економіки вищої кваліфікаційної категорії в Носівській середній школі № 1.

## Творчість
Автор книжок:
- Славні імена Носівщини / В. М. Фурса. — Ніжин: Аспект-Поліграф, 2009. — 183 с.: 8 аркушів фотоілюстрацій — Бібліографія: с. 180. — ISBN 978-966-340-357-1
- Славні імена Носівщини / (друге видання), В. М. Фурса. — Ніжин: Аспект-Поліграф, 2012. — 384 с.: 20 аркушів фотоілюстрацій — Бібліографія: с. 384. — ISBN 978-966-340-493-6
- Носівській середній школі № 1 — 145 років / В. М. Фурса. — Ніжин: Аспект-Поліграф, 2013. — 48 с.: — - Бібліографія: с. 48. — ISBN 978-966-340-535-3
- «Любовь и ненависть — оружие судьбы» Вибрані вірші та пісні різних років. Українською та російською мовами / В. М. Фурса. — Ніжин: Аспект-Поліграф, 2013. — 172 с.: — Бібліографія: с. 172. — ISBN 978-966-340-541-4.

Упорядник книжок:
- З історії освіти Носівщини. Навчальні заклади Носівки.— Ніжин: Видавець ПП Лисенко М. М., 2018. — 328 с. ISBN 978-617-640-400-2.
- З історії освіти Носівщини. Навчальні заклади району. — Ніжин: Видавець ПП Лисенко М. М., 2019. — 312 с. ISBN 978-617-640-461-3.

Літературний редактор книжок:
- Хутір Лісовий у ХХ столітті: від хутора Комашинського до села Лісового / М. М. Фурса. — Ніжин: Аспект-Поліграф, 2015. — 64 с.: 18 аркушів фотоілюстрацій — Бібліографія: с. 172. — ISBN 978-966-340-541-4
- Літературні обрії Носівщини / Надія Фурса (Байда)- Ніжин: Видавець ПП Лисенко М. М., 2018. — 136 с. ISBN 978-617-640-408-8

## Родина

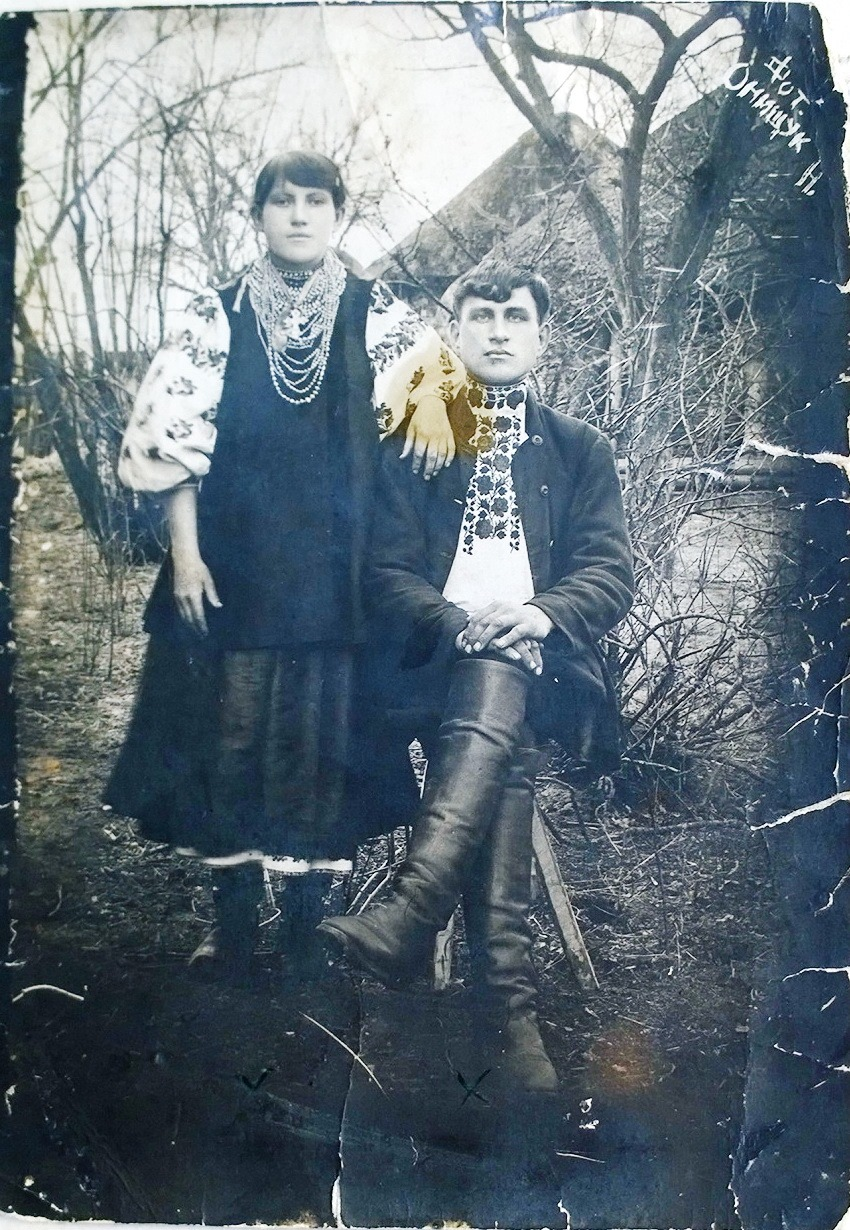
Весільна пара у Мрині. На фото — дід і баба Валерія Фурси. Мрин, 1925

Батько: Фурса Михайло Максимович (1933—2015) — педагог, радянський господарник, партійний працівник, мати: Фурса Надія Григорівна (нар. 1938) — бібліотекар, краєзнавець.